# Maria Königin (Rehnenhof)

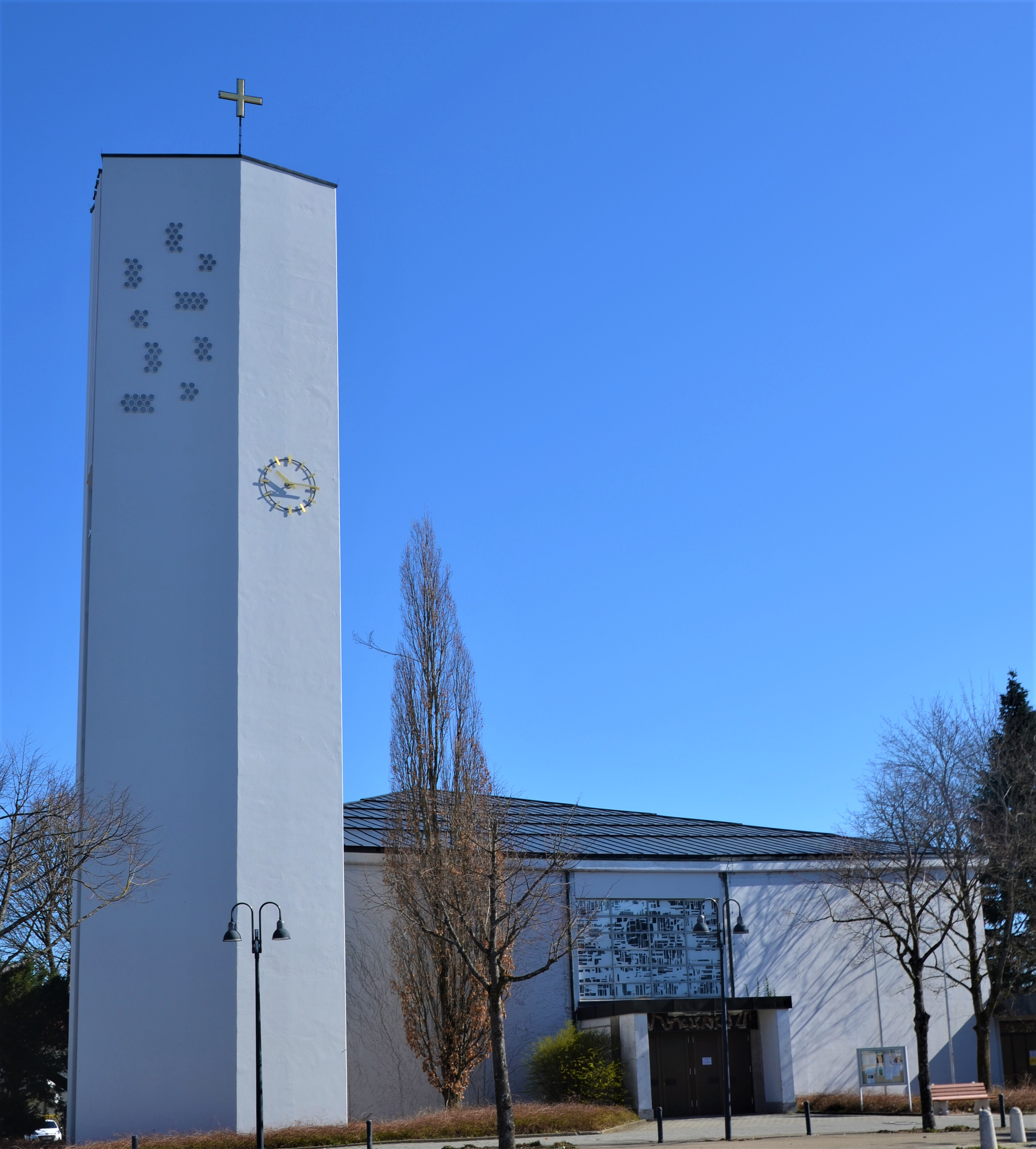
Westansicht

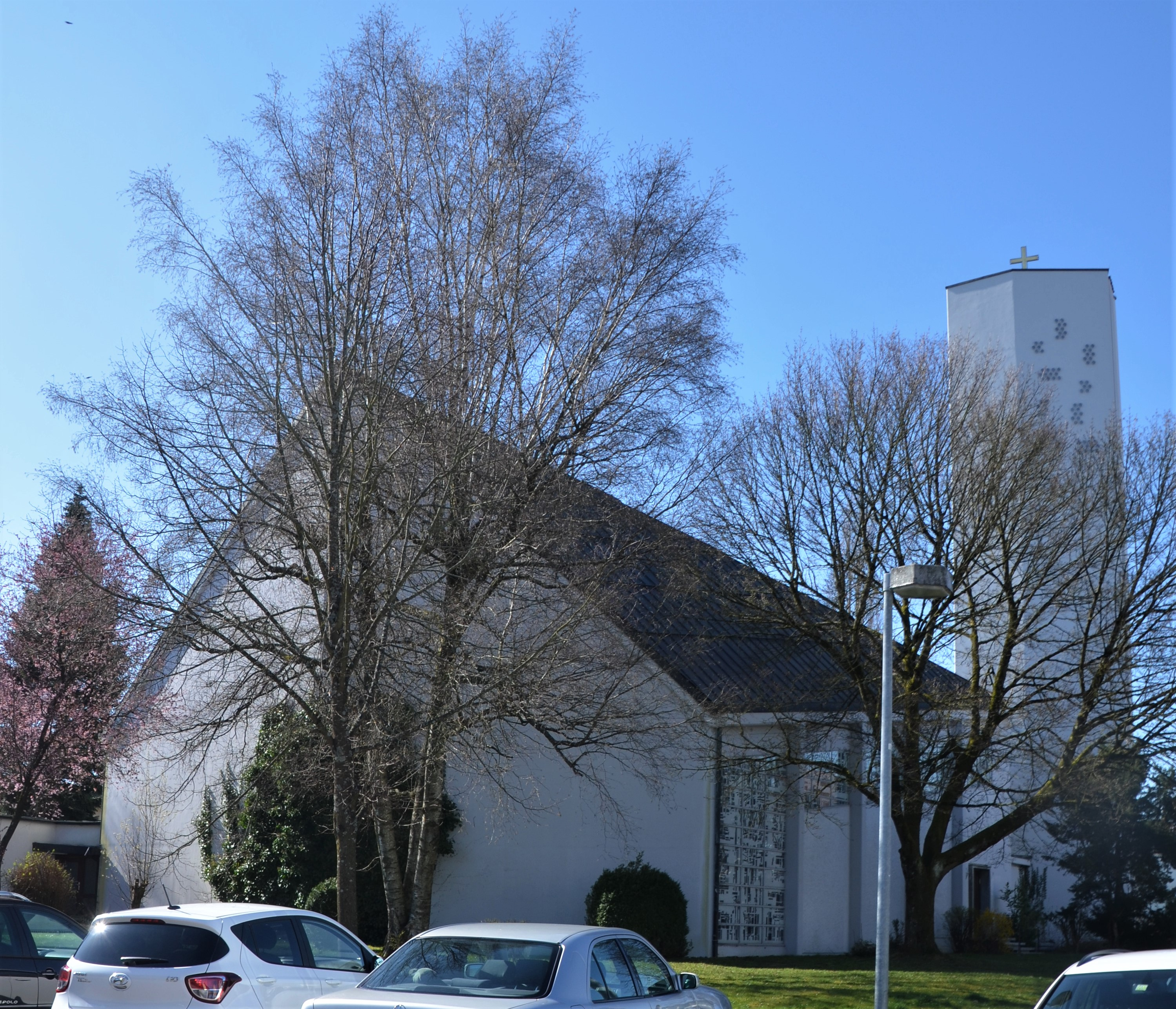
Ostansicht

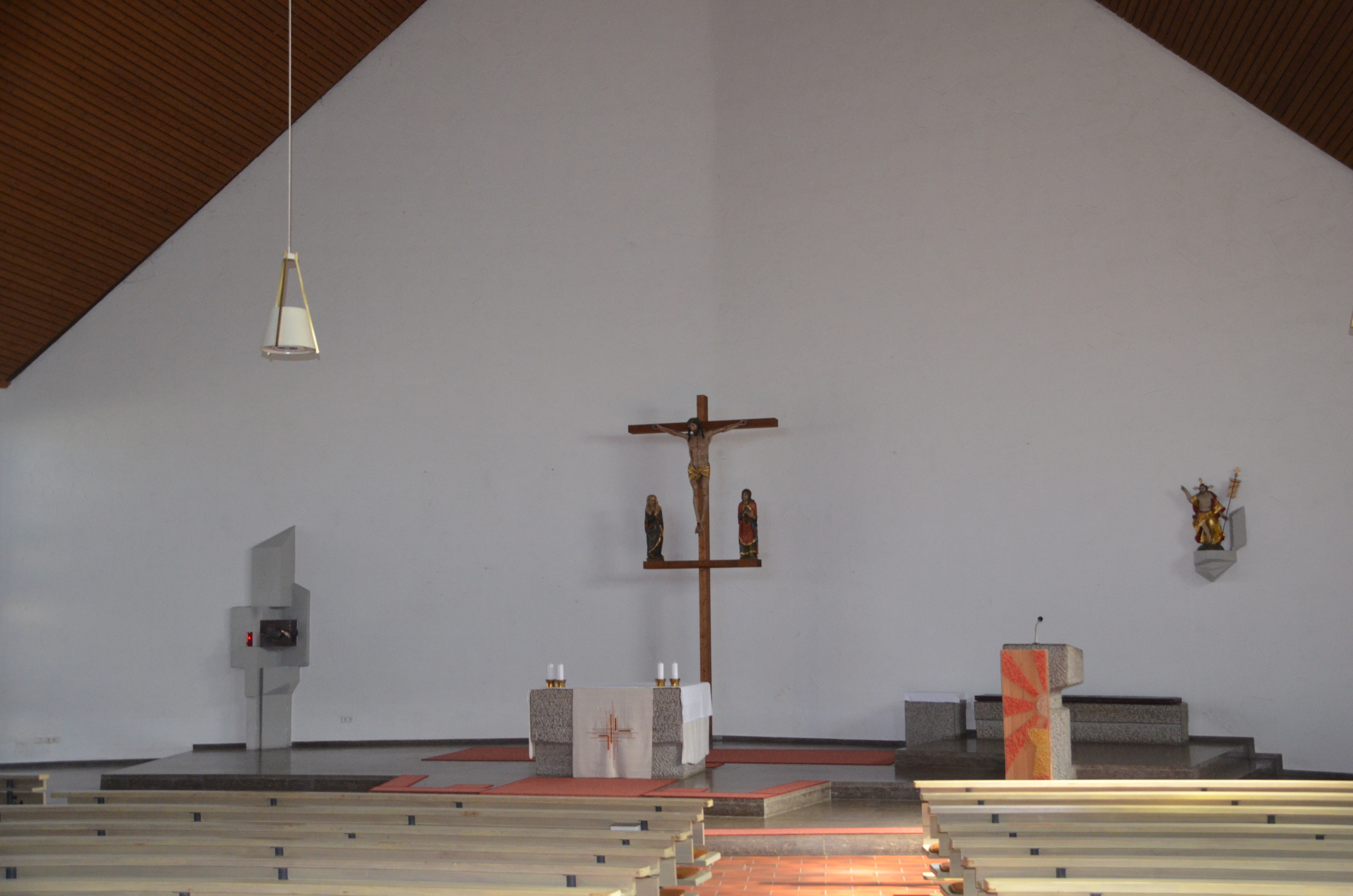
Innenansicht

Maria Königin (auch Maria-Königin-Kirche) ist eine römisch-katholische Pfarrkirche im Schwäbisch Gmünder Stadtteil Rehnenhof-Wetzgau. Sie wurde als 200. Nachkriegskirche in der Diözese Rottenburg-Stuttgart erbaut.

## Geschichte
Die polygone Kirche mit dem 31 Meter hohen Campanile wurde 1959/60 von Philipp Olkus erbaut. Sie wurde für 500 Gottesdienstbesucher konzipiert. Die Sitzplätze verteilen sich auf drei Blöcke, der Boden weist ein Gefälle zum Chorraum hin auf. Nachdem 1974 Reparaturarbeiten notwendig wurden, nahm der Bildhauer Alfred Appenzeller eine Neugestaltung des Innenraumes vor. Die Oesterle-Orgel auf der Empore stammt von 1982. 1998 kam ein neues Beleuchtungskonzept hinzu.
Bis 1970 war Maria Königin eine zweite Pfarrkirche im Stadtteil neben der Pfarrkirche St. Coloman Wetzgau. Die beiden Gemeinden fusionierten zur Gemeinde St. Maria Wetzgau-Rehnenhof. Heute ist St. Coloman Filialkirche der Gemeinde in der Seelsorgeeinheit Limeshöhe im Dekanat Ostalb.

## Ausstattung
Bei der Umgestaltung durch Appenzeller wurde der Altar aus Muschelkalk deutlich verkleinert, aus den Abschnitten wurden Sedilien gefertigt, sowie eine Stele für die Marienfigur Maria Königin, die 1910 für die St. Colomankirche in Wetzgau gefertigt wurde. Außerdem stammt der Brozetabernakel von Appenzeller. Die Altarreliquien stammen von den Märtyrern Donatus und Felizitas.
An der Chorwand ist auf einem modernen Doppelkreuz eine historische Kreuzigungsgruppe, mit dem gekreuzigten Heiland aus der zweiten Hälfte des 16. Jahrhunderts, sowie der Maria Mater Dolorosa und dem Johannes Evangelist, beide Figuren von um 1500, angebracht. In der Taufkapelle befindet sich eine Mariakrönungsfigur aus Lindenholz von um 1700. Zum Wandschmuck zählt außerdem eine barocke Auferstandenenfigur aus der 1. Hälfte des 18. Jahrhunderts sowie ein Kreuzweg von 1986, der aus der Kapelle des Schwäbisch Gmünder Margaritenhospitals stammt.
Die Fenstergestaltung wurde von Josef Baumhauer in Glasbetontechnik ausgeführt.

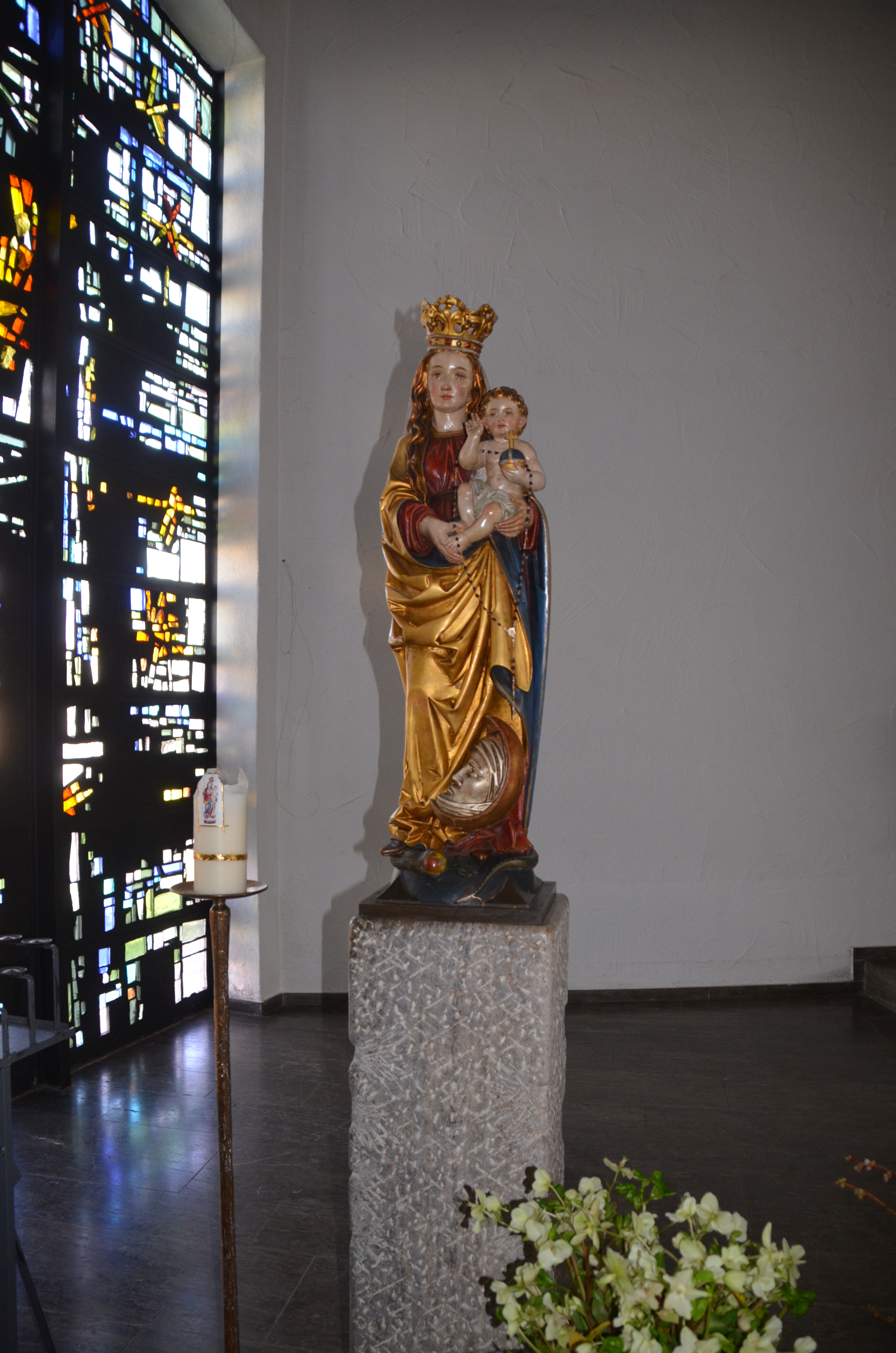
Statue Maria Königin
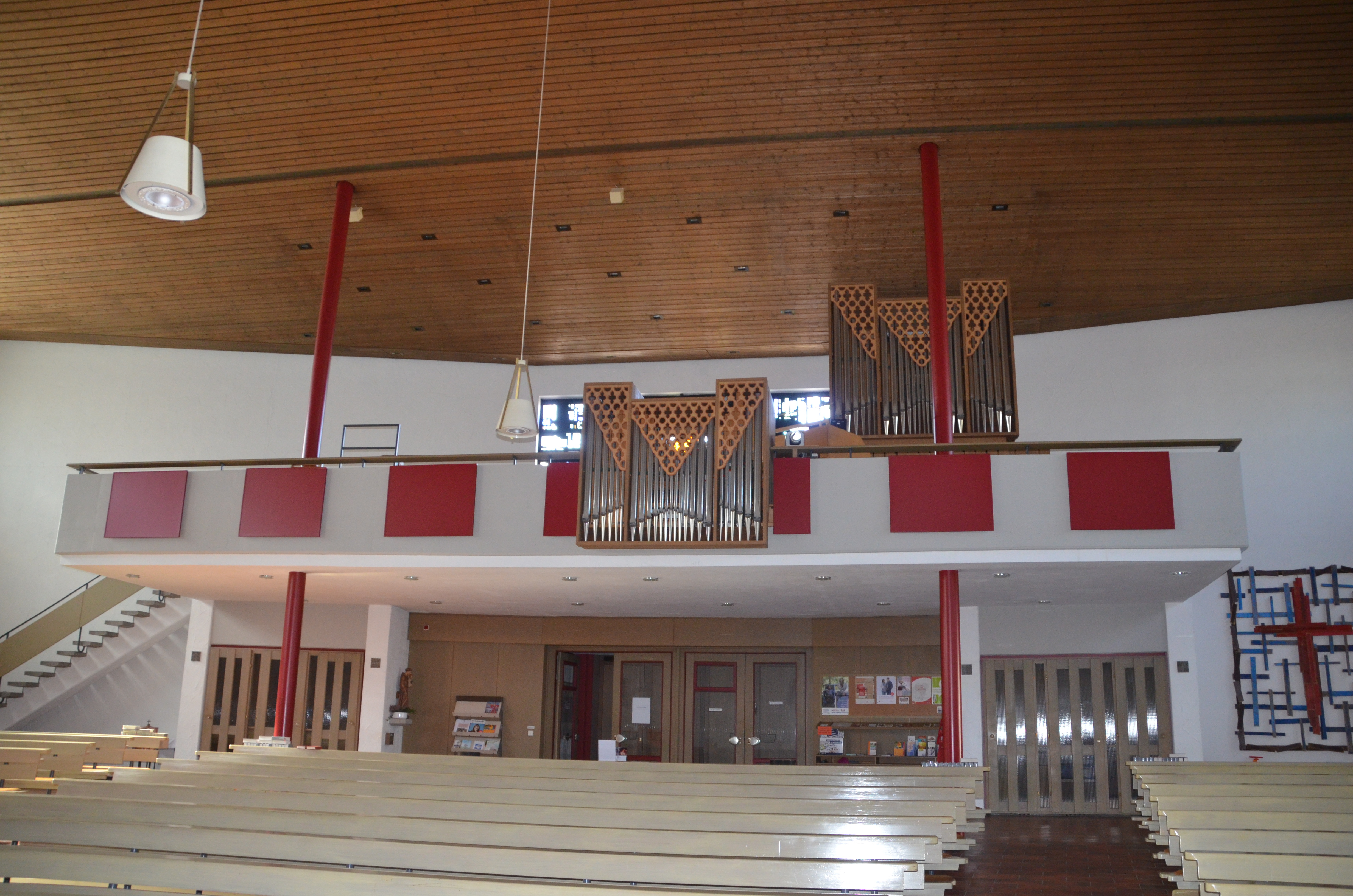
Orgelempore